# Cobalopsis autumna
Cobalopsis autumna är en fjärilsart som beskrevs av Carl Plötz 1883. Cobalopsis autumna ingår i släktet Cobalopsis och familjen tjockhuvuden. Inga underarter finns listade i Catalogue of Life.